# Малая Дубовица
Малая Дубовица — река в России, правый приток Дубовицы (бассейн Волги). Протекает в Зуевском районе Кировской области. Устье реки находится в 5,6 км по правому берегу Дубовицы. Длина реки составляет 13 км.
Исток реки в 10 км к северо-западу от центра посёлка Чепецкий. Река течёт на юго-восток, все течение за исключением устья проходит по ненаселённому лесному массиву. Приток — Каменка (левый). Впадает в Дубовицу на северо-западной окраине посёлка Чепецкий.

## Данные водного реестра
По данным государственного водного реестра России относится к Камскому бассейновому округу, водохозяйственный участок реки — Чепца от истока до устья, речной подбассейн реки Вятка. Речной бассейн реки — Кама.